# Eau Claire (Wisconsin)
Eau Claire er en amerikansk by og administrativt centrum i det amerikanske county Eau Claire Amt, i staten Wisconsin. I 2000 havde byen et indbyggertal på 61.704.

## Lokale musikscene
Eau Claire, har skabt et stort antal af nationalt respekterede indiebands. Grupper såsom Bon Iver, Laarks, Megafaun, Peter Wolf Crier og S. Carey har opnået forskellige niveauer af national og internationale succes. Andre grupper, såsom Daredevil Christopher Wright, Farms, Vacation Dad og Adelyn Rose har også fået positiv opmærksomhed på den nationale scene.
Et populært spillested for levende musik i Eau Claire er Sarge Boyd Bandshell i Owen Park, hvor Eau Claire Kommunale Band præsenterer gratis familie-orienteret optræden i løbet af sommeren.
I 2006, under en koncert i Milwaukee, Wisconsin, afslørede Bob Seger, at han havde skrevet sangen "Turn The Page" i et hotelværelse i Eau Claire.
Eau Claire, Wisconsin er også hjemsted for en af de bedste jazz-programmer i landet. Universitetets jazz ensemble har fået tildelt prestigefyldte "Downbeat Magazine Award" for bedste college-jazzensemble i nationen seks gange, hvoraf den seneste var i 2010. Kommunen har også hjemsted for Eau Claire Jazz Festival, der har eksisteret siden 1968.

## Ekstern henvisning
- Eau Claires hjemmeside Arkiveret 4. maj 2011 hos  Wayback Machine (engelsk)

- Wikimedia Commons har flere filer relateret til Eau Claire (Wisconsin)

44°48′53″N 91°29′34″V / 44.8147°N 91.4928°V